# Аг Амани, Ахмед Мохаммед
Ахмед Мохаммед Аг Амани (фр. Ahmed Mohamed ag Hamani; род. 1942, Гундам, Томбукту) — государственный и политический деятель Мали. С 2002 по 2004 год занимал должность премьер-министра страны.

## Биография
Родился в Гундаме в семье туарегов. В 1975 году стал техническим советником министра планирования, прежде чем войти в состав правительства 7 января 1978 года в должности министра по надзору за компаниями и государственными предприятиями. 28 июня 1979 года стал министром информации и телекоммуникаций в правительстве Мали, а 2 августа 1980 года назначен министром планирования и стал вторым по значимости человеком в правительстве, после Мусы Траоре, который был президентом и министром обороны. 31 декабря 1984 года стал министром спорта, искусства и культуры, а затем министром транспорта и общественных работ 6 июня 1986 года. 20 января 1987 года покинул правительство страны и стал Верховным комиссаром Организации развития реки Сенегал, где работал до 1992 года. В 1993 году был назначен президентом Мали Альфом Умаром Конаре послом в Марокко, а затем работал послом в Бельгии, Нидерландах, Великобритании, Люксембурге и Европейском союзе.
9 июня 2002 года был назначен премьер-министром страны, после того как Амаду Тумани Туре вступил в должность президента, одержав победу на выборах, и его правительство было сформировано 14 июня. Это назначение изначально рассматривалось как временное, до парламентских выборов в июле 2002 года. После парламентских выборов был повторно назначен премьер-министром 12 октября 2002 года, а новое правительство сформировано 16 октября. По просьбе Амаду Тумани Туре 28 апреля 2004 года он подал заявление об отставке своего правительства, а уже 29 апреля премьер-министром был назначен Усман Иссуфи Майга.